# 小坂一雄
小坂 一雄（こさか かずお）は、日本の映画・テレビプロデューサー。

## 略歴
松竹のプロデューサーを経て、同じ松竹のプロデューサー「名島徹」とともに映画製作会社「レオナ」を設立。同社が新会社「レオナ企画」に変更後は代表として、現在もプロデュースの現場に立っている。

## 映画
- 日蓮 (映画)（1979年、松竹）※制作補
- 遙かなる走路（1980年）※制作補
- 夏の秘密（1982年）※制作
- 蒲田行進曲（1982年）※企画
- 迷走地図（1983年）※制作
- 化粧（映画）（1984年、松竹）
- 愛の陽炎（1986年）
- 青春かけおち篇（1987年）
- Let's豪徳寺!（1987年）
- 塀の中のプレイ・ボール（1987年）
- プロゴルファー織部金次郎（1993年）
- プロゴルファー織部金次郎２　パーでいいんだ（1994年）
- プロゴルファー織部金次郎３　飛べバーディー（1995年）
- 女賭博師　花吹雪お涼（1996年）
- プロゴルファー織部金次郎４　シャンク　シャンク　シャンク（1997年）
- もうDEBUなんて言わせない！（1997年）
- プロゴルファー織部金次郎５　愛しのロストボール（1998年）
- 阿修羅の伝説　死闘篇（2000年）※制作
- 恋するトマト（2005年）

## テレビドラマ
- 経理課峯松係長の犯罪（1992年2月21日、フジテレビ）
- 疑惑 (松本清張)（1992年11月13日、フジテレビ）
- Dの複合（1993年9月10日、フジテレビ）
- 視線 証拠なし（1993年10月4日、関西テレビ）
- 夢の余白（1993年10月18日、関西テレビ）
- 草の陰刻（1994年8月5日、フジテレビ）
- 微笑の儀式（1995年3月7日、日本テレビ）
- 火と汐（1996年9月13日、フジテレビ）
- 黒革の手帖（1996年12月7日、テレビ朝日）
- 黒い樹海（1997年11月29日、テレビ朝日）
- 薄化粧の男（1998年、フジテレビ）
- わるいやつら（2001年、テレビ東京）
- 不倫調査員・片山由美（テレビ東京）
- 家紋 (松本清張)（2002年、テレビ東京）
- 芸能記者・柳田信吉の挑戦（2003年2月26日、テレビ東京）
- 喪失の儀礼（2003年12月3日、テレビ東京）
- Deep Love ホスト（2005年1月期クール、テレビ東京）※制作協力
- 再捜査刑事・片岡悠介(テレビ朝日）